# Hokej na lodzie na Zimowych Igrzyskach Olimpijskich 1998
Turniej hokeja na lodzie odbył się po raz dziewiętnasty na igrzyskach olimpijskich w 1998 roku podczas igrzysk w Nagano. Turniej odbył się w dniach 7 - 22 lutego 1998 roku. Mecze rozgrywano w dwóch halach: Big Hat oraz Aqua Wing Arena obie w Nagano. W turnieju mężczyzn zwyciężyła reprezentacja Czech, druga była Rosja, a trzecie miejsce zajęli Finowie. Wśród kobiet najlepsze był Amerykanki, przed Kanadyjkami i Finkami. Turniej olimpijski mężczyzn był przełomowy, bowiem pierwszy raz w historii do startu w igrzyskach olimpijskich dopuszczono profesjonalnych zawodników z ligi National Hockey League, przez co liga na czas igrzysk olimpijskich została przerwana. Natomiast pierwszy raz w historii został rozegrany turniej kobiet.

## Turniej mężczyzn
| Złoto | Srebro | Brąz |
| Czechy | Rosja | Finlandia |
| Josef Beránek Jan Čaloun Roman Čechmánek Jiří Dopita Roman Hamrlík Dominik Hašek Milan Hejduk Milan Hnilička Jaromír Jágr František Kučera Robert Lang David Moravec Pavel Patera Libor Procházka Martin Procházka Robert Reichel Martin Ručinský Martin Straka Vladimír Růžička – kapitan Petr Svoboda Jiří Šlégr Richard Šmehlík Jaroslav Špaček | Pawieł Bure – kapitan Walerij Bure Siergiej Fiodorow Siergiej Gonczar Aleksiej Gusarow Aleksiej Jaszyn Dmitrij Juszkiewicz Walerij Kamienski Darius Kasparaitis Andriej Kowalenko Igor Krawczuk Siergiej Kriwokrasow Boris Mironow Dmitrij Mironow Aleksiej Morozow Siergiej Niemczinow Oleg Szewcow Michaił Sztalenkow Gierman Titow Andriej Triefiłow Walerij Zielepukin Aleksiej Żamnow Aleksiej Żytnik | Aki-Petteri Berg Tuomas Grönman Raimo Helminen Sami Kapanen Saku Koivu – kapitan Jari Kurri Janne Laukkanen Jere Lehtinen Juha Lind Jyrki Lumme Jarmo Myllys Mika Nieminen Janne Niinimaa Teppo Numminen Ville Peltonen Kimmo Rintanen Teemu Selänne Ari Sulander Jukka Tammi Esa Tikkanen Kimmo Timonen Antti Törmänen Juha Ylönen |

### Statystyki

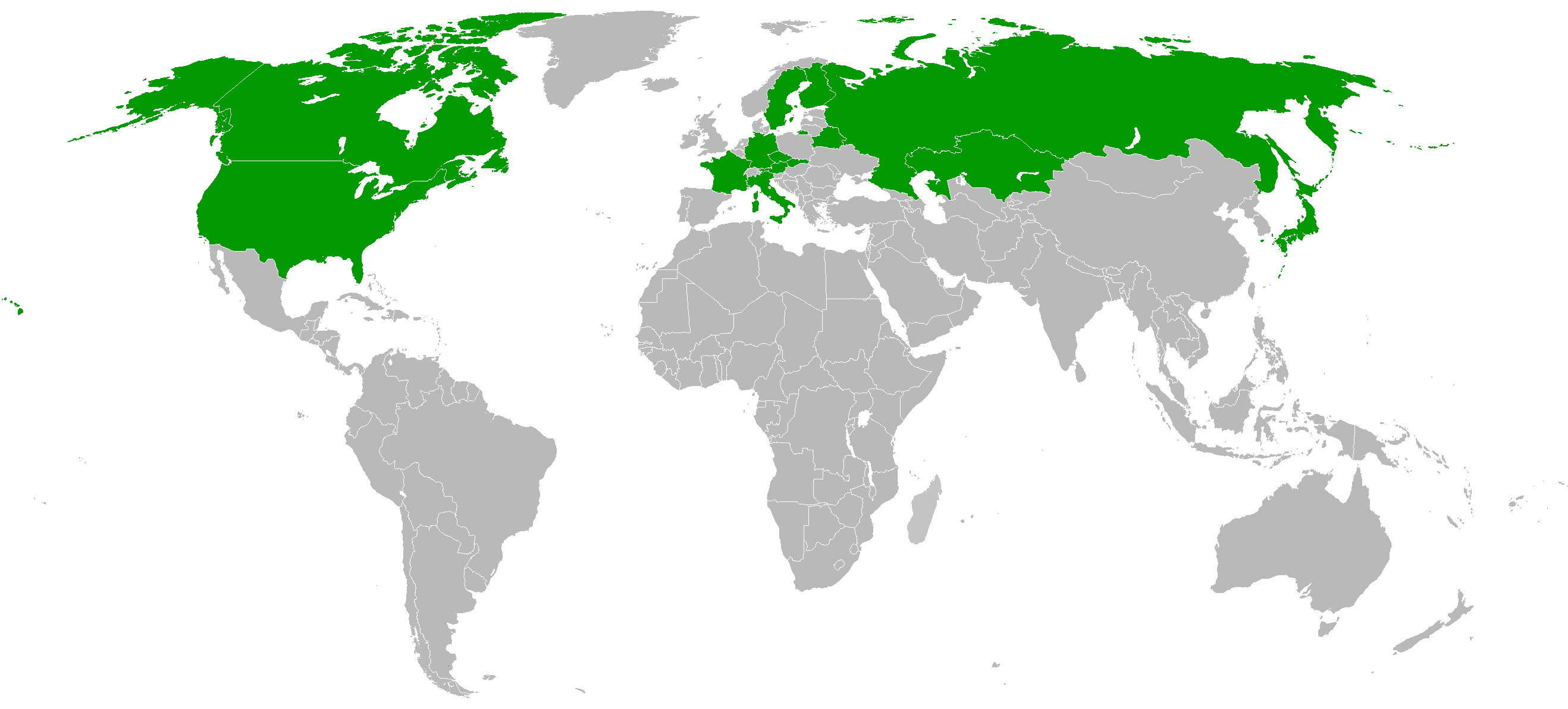
Państwa uczestniczące w turnieju

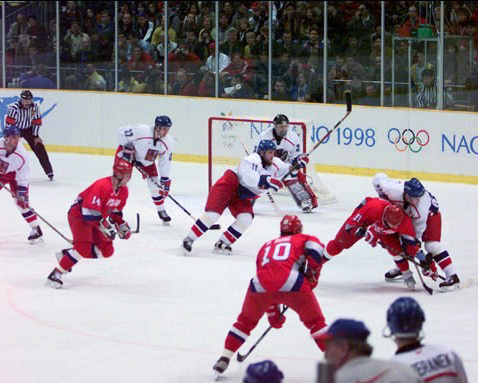
Mecz finałowy turnieju mężczyzn Czechy - Rosja

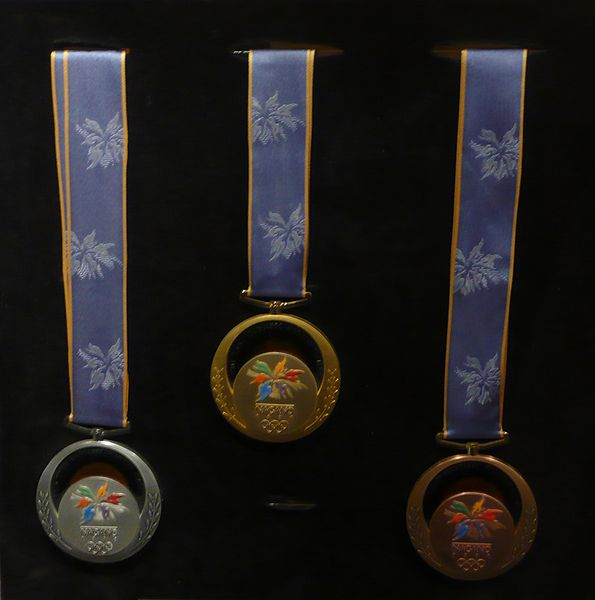
Medale hokeistów z turnieju ZIO 1998

- Klasyfikacja strzelców –  Pawieł Bure: 9 goli
- Klasyfikacja asystentów –  Saku Koivu: 8 asyst
- Klasyfikacja kanadyjska –  Teemu Selänne: 10 punktów

### Nagrody
- Najlepszy bramkarz turnieju:  Dominik Hašek
- Najlepszy obrońca turnieju:  Rob Blake
- Najlepszy napastnik turnieju:  Pawieł Bure

### Klasyfikacja końcowa
| Lp. | Drużyna           |
| --- | ----------------- |
|     | Czechy            |
|     | Rosja             |
|     | Finlandia         |
| 4   | Kanada            |
| 5   | Szwecja           |
| 6   | Stany Zjednoczone |
| 7   | Białoruś          |
| 8   | Kazachstan        |
| 9   | Niemcy            |
| 10  | Słowacja          |
| 11  | Francja           |
| 12  | Włochy            |
| 13  | Japonia           |
| 14  | Austria           |

## Turniej kobiet
| Złoto             | Srebro | Brąz      |
| Stany Zjednoczone | Kanada | Finlandia |

## Tabela medalowa
| Miejsce | Kraj              | Złoto | Srebro | Brąz | Razem |
| 1.      | Czechy            | 1     | 0      | 0    | 1     |
| 1.      | Stany Zjednoczone | 1     | 0      | 0    | 1     |
| 3.      | Rosja             | 0     | 1      | 0    | 1     |
| 3.      | Kanada            | 0     | 1      | 0    | 1     |
| 5.      | Finlandia         | 0     | 0      | 2    | 2     |